# Taejo de Joseon
Taejo de Joseon (27 de octubre de 1335 - 18 de junio de 1408, R 1392-1398), nacido Yi Seong-gye, cuyo cambio de nombre es Yi Dan, fue el fundador y primer rey de la dinastía Joseon de Corea, y la figura principal en derrocar la dinastía Goryeo. 
Él fue póstumamente elevado al rango de emperador en 1899 por el emperador Gwangmu de Corea, que había proclamado el Imperio de Corea en 1897. El padre de Taejo, Yi Ja-chun fue un funcionario menor del imperio mongol, pero su origen étnico era coreano. Taejo se unió al ejército de Goryeo y emergió de las filas, apoderándose del trono en 1392. Él abdicó en 1398, durante la lucha por la supremaciía entre sus hijos y murió en 1408.

## Contexto histórico
A finales del siglo XIV, la dinastía Goryeo, establecida por Wang Geon en 918, estaba tambaleándose en sus cimientos luego de varias guerras sucesivas y la ocupación de facto del decadente imperio Mongol. La legitimidad del régimen estaba siendo cuestionada y empezó a causar disputas en la corte debido a la incompetencia de la casa reinante por mantener el mando del país de forma efectiva pero además se vieron perjudicados por los matrimonios forzados entre miembros de la familia real con los nobles mongoles a los que se le sumó las disputas familiares entre las diferentes ramas secundarias de la familia (Incluso la madre del Rey U era una conocida plebeya, a pesar de varios rumores la nombran descendiente del rey Gongmin).
En el reino, aristócratas influyentes, generales e incluso primeros ministros luchaban por obtener el favor real y el control de la corte creando varias facciones que solo generaron división y desconfianza. Con el incremento del número de incursiones por parte de los piratas japoneses (wakō) y la invasión de los Turbantes Rojos contra la península, provocó que se hicieran con la corte la aristocracia Sinjin, de tendencia reformadora, y sus oponentes, la aristocracia de Gweonmun, además de los generales capaces de luchar contra las amenazas exteriores, principalmente el talentoso general llamado Yi Seong-gye y su rival Choe Yeong. Con la venida de la Dinastía Ming en China bajo el exmonje Zhu Yuanzhang (Emperador Hongwu), las fuerzas mongolas se debilitaron y para el año 1350, Goryeo había recuperado completamente su independencia de los restos del imperio Mongol, a pesar de que ellos todavía seguían controlando las regiones del noroeste con una enorme guarnición de tropas.

## Carrera militar
El General Yi Seong-gye había ganado poder y respeto durante la década de 1370 y principios de 1380, empujando a los restos de las fuerzas mongolas fuera de la península y repeliendo a los piratas japoneses bien organizados en una serie de compromisos exitosos. También se le atribuye la victoria frente de los Turbantes Rojos cuando hicieron su movimiento en la península de Corea, como parte de su rebelión contra la dinastía Yuan. Siguiendo el advenimiento de dinastía Ming bajo Zhu Yuanzhang, la corte real en Goryeo se dividió en dos facciones rivales: el grupo liderado por el general Yi (apoyado por la dinastía Ming) y el grupo dirigido por su rival el general Choe (con apoyo de la dinastía Yuan).
Cuando un mensajero de Ming llegó a Goryeo en 1388 (el año 14 del reinado del rey U) para exigir la devolución de una parte importante del territorio del norte de Goryeo, el general Choe aprovechó la oportunidad y jugó en la atmósfera anti-Ming prevaleciente argumentando a favor de la invasión de la península de Liaodong (Goryeo afirmó ser el sucesor del antiguo reino de Goguryeo, y como tal, la restauración de Manchuria como parte del territorio de Corea fue uno de los principios de su política exterior a lo largo de su historia).
Yi firmemente opuesto fue elegido para dirigir la invasión; sin embargo, en la isla de Wihwa en el río Amrok, él tomó una decisión trascendental, comúnmente llamada "Retírada del ejército en la isla de Wihwa", que alteró el curso de la historia de Corea. Conociendo el apoyo que disfrutaba tanto de funcionarios gubernamentales de alto rango, la población en general, y creyendo en una inminente derrota militar contra el Imperio Ming bajo el emperador de Hongwu, decidió rebelarse y retirarse hacia la capital, Gaesong, para asegurar el control del gobierno.

## Revolución
El General Yi partió su ejército desde el río Yalu directamente a la capital, derrotó a las fuerzas leales al rey (dirigidas por el general Choe, a quien procedió a eliminar) y a las tropas del destronado rey U en una de facto golpe de Estado, pero no subió al trono de inmediato. Colocó en el trono al hijo de rey U, el rey Chang, y tras una restauración fallida del exmonarca, fueron condenados a muerte. El General Yi, ahora dueño indiscutible del poder detrás del trono, tuvo pronto por la fuerza a un miembro de la realeza Goryeo llamado Yo, luego rey Gongyang (공양왕; 恭讓王), coronado como rey. Después de hacerse un lugar en corte real a través del rey títere, Yi procedió a aliarse con los aristócratas Sinjin como Jeong Do-jeon y Jo. En junio de 1392 (el cuarto año de reinado del rey Gongyang), Yi destrona al rey Gongyang, exiliándolo a Wonju (donde él y su familia serían asesinados en secreto), y ascendería al trono. La Dinastía Goryeo había llegado a su fin después de 475 años de gobierno.
Uno de los episodios más repercutidos que ocurrieron en el período inmediatamente posterior a la caída de Goryeo fue en 1392, cuando el quinto hijo de Taejo, Yi Bang-won (más tarde rey Taejong), organizó una fiesta para el renombrado erudito, poeta y estadista Jeong Mong-ju, que se negó a ser influenciado por Yi a pesar de sus numerosas correspondencias en forma de poemas arcaicos, y continuó siendo un fiel seguidor de la antigua dinastía, y una figura destacada en la oposición a la usurpación de Yi al trono. Jeong fue venerado en todo Goryeo, incluso por el mismo Yi Bang-won, pero al ser un obstáculo y, como tal, a los ojos de loa partidario de la nueva dinastía, debía ser eliminado. Después de la fiesta, en su camino a casa, Jeong fue asesinado por cinco hombres en el puente Seonjuk (선죽교; 善竹橋) en Kaesong. Este puente se ha convertido en un monumento nacional de Corea del Norte, y una mancha marrón en una de las piedras se dice que es una mancha de sangre suya que se vuelve roja cuando llueve.

## Las opiniones sobre Taejo Yi Seong-gye
A pesar del hecho de que él derrocó el reino de Goryeo, y se dedicó a purgar a los funcionarios que permanecieron leales al antiguo régimen, muchos lo consideran como un revolucionario y un gobernante decisivo que depuso al inepto, obsoleto y paralizó el sistema de gobierno para salvar a la nación de muchas fuerzas extranjeras y los conflictos. Para salvaguardar la seguridad nacional llevó a los coreanos a reconstruir y descubrir aún más su cultura. En medio de la rivalidad entre la dinastía Yuan y Ming, la Dinastía Joseon fomentó el desarrollo de la identidad nacional que una vez fue amenazada por los mongoles. Sin embargo, algunos estudiosos lo ven como un simple traidor al antiguo régimen y un apóstata de los burgueses, y al general Choe Yeong como a una élite militar, que de manera conservadora sirvió al antiguo régimen de Goryeo hasta la muerte. Sus éxitos de la política diplomática en la consolidación de Corea en su período arcaico es notable.

## Reinado
Yi Seong-gye fundó una nueva dinastía en 1392 bajo el nombre de Joseon, reviviendo así una dinastía más antigua conocida también conocida como Joseon que fue fundada cuatro mil años antes, y cambió el nombre del país, el "Reino de Gran Joseon". Uno de los principales logros del nuevo monarca fue mejorar las relaciones con China; y, de hecho, Joseon tuvo su origen en la negativa del general Yi para atacar a China en respuesta a las incursiones de los bandidos chinos. Poco después de su adhesión, el nuevo monarca mandó enviados para informar a la corte Ming en Nankín que un cambio dinástico había tenido lugar.
Se recibieron enviados del Reino de Ryukyu en 1392, 1394 y 1397. Siam envió un emisario en 1393. En este proceso de establecimiento de las relaciones exteriores de la nueva dinastía, embajadores fueron enviados a Japón, en busca del restablecimiento de las relaciones amistosas. La misión fue un éxito; y el Shogun Ashikaga Yoshimitsu quedó impresionado de manera favorable por esta embajada inicial.
En 1394, la capital se estableció en Hanseong (Seúl). Cuando la nueva dinastía se afianzó finalmente en el trono, Taejo trató de decidir quién iba a ser su sucesor en el trono. Aunque el quinto hijo de Taejo, con la reina Sineui, Yi Bang-won, había contribuido más a ayudar a la ascensión de su padre al poder, albergaba un profundo odio contra dos de los principales aliados de su padre en la corte, el primer ministro Jeong Do-jeon y Nam Eun.
Ambas partes eran plenamente conscientes de la animosidad mutua que existía entre sí y constantemente se sentían hostigados. Cuando se hizo evidente que Yi Bang-won era el más digno sucesor al trono, Jeong Do-jeon utilizó su influencia sobre el rey para convencerlo de que la opción más sabia sería el hijo que Taejo más amaba, no el hijo que Taejo pensaba que era mejor para el reino.
En 1392, el octavo hijo del rey Taejo (el segundo hijo de la reina Sindeok), el gran príncipe Uian (Yi Bang-seok) fue nombrado Príncipe Real, o sucesor al trono. Después de la repentina muerte de la reina, y mientras el rey Taejo todavía estaba de luto por su segunda esposa, Jeong Do-jeon conspiró para matar de forma preventiva a Yi Bang-won y a sus hermanos para asegurar su posición en la corte.
En 1398, al enterarse de este plan, Yi-Bang-won inmediatamente se rebeló y atacó el palacio, matando a Jeong Do-jeon, sus seguidores, y los dos hijos de la difunta reina Sindeok. Este incidente fue conocido como la Primera Contienda de los Príncipes. Horrorizado por el hecho de que sus hijos estaban dispuestos a matarse unos a otros por la corona, y psicológicamente exhausto por la muerte de su segunda esposa, el rey Taejo inmediatamente coronó a su segundo hijo Yi Bang-gwa, más tarde rey Jeongjong, como nuevo gobernante. A partir de entonces, el rey Taejo se retiró a la Villa Real Hamhung.
En 1400, el rey Jeongjong nombró a su hermano Yi Bang-won como presunto heredero y abdicó voluntariamente. Ese mismo año, Yi Bang-won asumió el trono de Joseon finalmente como el rey Taejong.
Diez años después de su abdicación, el rey Taejo murió el 24 de mayo de 1408 en el Palacio Changdeok. Fue enterrado en las tumbas de Geonwonneung (건원릉, 健元陵) en la ciudad de Guri.

## Ancestros
|  |                                                                           |  |  |  |  |  |  |  |  |  |  |  |  |  |  |  |
|  | 16. Mokjo (목조) Yi An-sa (이안사)                                        |  |  |  |  |  |  |  |  |  |  |  |  |  |  |  |
|  |                                                                           |  |  |  |  |  |  |  |  |  |  |  |  |  |  |  |
|  |                                                                           |  |  |  |  |  |  |  |  |  |  |  |  |  |  |  |
|  | 8. Ikjo (익조) Yi Haeng-ri (이행리)                                       |  |  |  |  |  |  |  |  |  |  |  |  |  |  |  |
|  |                                                                           |  |  |  |  |  |  |  |  |  |  |  |  |  |  |  |
|  |                                                                           |  |  |  |  |  |  |  |  |  |  |  |  |  |  |  |
|  | 17. Reina Hyogong (효공왕후) Lady Lee (평창 이씨)                         |  |  |  |  |  |  |  |  |  |  |  |  |  |  |  |
|  |                                                                           |  |  |  |  |  |  |  |  |  |  |  |  |  |  |  |
|  |                                                                           |  |  |  |  |  |  |  |  |  |  |  |  |  |  |  |
|  | 4. Dojo (도조) Yi Chun (이춘)/Bayan Temür (孛顔帖木兒)                    |  |  |  |  |  |  |  |  |  |  |  |  |  |  |  |
|  |                                                                           |  |  |  |  |  |  |  |  |  |  |  |  |  |  |  |
|  |                                                                           |  |  |  |  |  |  |  |  |  |  |  |  |  |  |  |
|  | 18. Choe Gi-yeol 최기열                                                   |  |  |  |  |  |  |  |  |  |  |  |  |  |  |  |
|  |                                                                           |  |  |  |  |  |  |  |  |  |  |  |  |  |  |  |
|  |                                                                           |  |  |  |  |  |  |  |  |  |  |  |  |  |  |  |
|  | 9. Reina Jeongsuk (정숙왕후) Lady Choe (등주 최씨)                        |  |  |  |  |  |  |  |  |  |  |  |  |  |  |  |
|  |                                                                           |  |  |  |  |  |  |  |  |  |  |  |  |  |  |  |
|  |                                                                           |  |  |  |  |  |  |  |  |  |  |  |  |  |  |  |
|  | 2. Hwanjo (환조) Yi Ja-chun (이자춘)                                      |  |  |  |  |  |  |  |  |  |  |  |  |  |  |  |
|  |                                                                           |  |  |  |  |  |  |  |  |  |  |  |  |  |  |  |
|  |                                                                           |  |  |  |  |  |  |  |  |  |  |  |  |  |  |  |
|  | 20. Park 문천 박씨                                                        |  |  |  |  |  |  |  |  |  |  |  |  |  |  |  |
|  |                                                                           |  |  |  |  |  |  |  |  |  |  |  |  |  |  |  |
|  |                                                                           |  |  |  |  |  |  |  |  |  |  |  |  |  |  |  |
|  | 10. Park Gwang, Lord Anbyeon 안변부원군 박광                              |  |  |  |  |  |  |  |  |  |  |  |  |  |  |  |
|  |                                                                           |  |  |  |  |  |  |  |  |  |  |  |  |  |  |  |
|  |                                                                           |  |  |  |  |  |  |  |  |  |  |  |  |  |  |  |
|  | 5. Reina Gyeongsun (경순왕후) Lady Park (문천 박씨)                       |  |  |  |  |  |  |  |  |  |  |  |  |  |  |  |
|  |                                                                           |  |  |  |  |  |  |  |  |  |  |  |  |  |  |  |
|  |                                                                           |  |  |  |  |  |  |  |  |  |  |  |  |  |  |  |
|  | 1. Taejo de Joseon 태조                                                   |  |  |  |  |  |  |  |  |  |  |  |  |  |  |  |
|  |                                                                           |  |  |  |  |  |  |  |  |  |  |  |  |  |  |  |
|  |                                                                           |  |  |  |  |  |  |  |  |  |  |  |  |  |  |  |
|  | 24. Choe 영흥 최씨                                                        |  |  |  |  |  |  |  |  |  |  |  |  |  |  |  |
|  |                                                                           |  |  |  |  |  |  |  |  |  |  |  |  |  |  |  |
|  |                                                                           |  |  |  |  |  |  |  |  |  |  |  |  |  |  |  |
|  | 12. Choe 영흥 최씨                                                        |  |  |  |  |  |  |  |  |  |  |  |  |  |  |  |
|  |                                                                           |  |  |  |  |  |  |  |  |  |  |  |  |  |  |  |
|  |                                                                           |  |  |  |  |  |  |  |  |  |  |  |  |  |  |  |
|  | 6. Choe Han-gi, Lord Yeongheung & Duque Jeonghyo 영흥부원군 정효공 최한기 |  |  |  |  |  |  |  |  |  |  |  |  |  |  |  |
|  |                                                                           |  |  |  |  |  |  |  |  |  |  |  |  |  |  |  |
|  |                                                                           |  |  |  |  |  |  |  |  |  |  |  |  |  |  |  |
|  | 3. Reina Uihye (의혜왕후) Lady Choe (영흥 최씨)                           |  |  |  |  |  |  |  |  |  |  |  |  |  |  |  |
|  |                                                                           |  |  |  |  |  |  |  |  |  |  |  |  |  |  |  |
|  |                                                                           |  |  |  |  |  |  |  |  |  |  |  |  |  |  |  |
|  | 28. Lee 이씨                                                              |  |  |  |  |  |  |  |  |  |  |  |  |  |  |  |
|  |                                                                           |  |  |  |  |  |  |  |  |  |  |  |  |  |  |  |
|  |                                                                           |  |  |  |  |  |  |  |  |  |  |  |  |  |  |  |
|  | 14. Lee 이씨                                                              |  |  |  |  |  |  |  |  |  |  |  |  |  |  |  |
|  |                                                                           |  |  |  |  |  |  |  |  |  |  |  |  |  |  |  |
|  |                                                                           |  |  |  |  |  |  |  |  |  |  |  |  |  |  |  |
|  | 7. Lady Lee, Lady Joseonguk 조선국대부인 이씨                             |  |  |  |  |  |  |  |  |  |  |  |  |  |  |  |
|  |                                                                           |  |  |  |  |  |  |  |  |  |  |  |  |  |  |  |
|  |                                                                           |  |  |  |  |  |  |  |  |  |  |  |  |  |  |  |

## Su nombre póstumo completo
- Rey Taejo Jiin Gyewun Seongmun Shinmu el Grande de Joseon[7]
  - 태조지인계운성문신무대왕
  - 太祖至仁啓運聖文神武大王
- Rey Taejo Kangheon Jiin Gyewun Seongmun Shinmu el Grande de Joseon[8]
  - 태조강헌지인계운성문신무대왕
  - 太祖康獻至仁啓運聖文神武大王
- Emperador Taejo Jiin Gyewun Eungcheon Jotong Gwanghun Yeongmyeong Seongmun Shinmu Jeong'ui Gwangdeok Go del Imperio Coreano[9]
  - 태조지인계운응천조통광훈영명성문신무정의광덕고황제
  - 太祖至仁啓運應天肇統廣勳永命聖文神武正義光德高皇帝